# Cake Minuesa
Juan Ramón Martínez Minuesa, conegut com a Cake Minuesa, (Gandia, 1971) és un reporter i advocat valencià.
Minuesa, que es va donar a conèixer en Intereconomía Televisión (a la qual es va incorporar el 2013) com el «follonero de la dreta», va protagonitzar el programa Daños colaterales a la televisió de Julio Ariza, desenvolupant segons Ferran Monegal un plantejament de reportatges incisius a peu de carrer similar als de Gonzo a El Intermedio i de Jordi Évole (el Follonero) a Salvados, però des de la dreta.
El 2014 va fitxar per TeleMadrid; durant el seu període a la televisió pública de la Comunitat de Madrid, al capdavant del programa Ciudadano Cake, es va significar per l'orientació partisana de les seves crítiques, dirigides gairebé en exclusiva a l'esquerra política, arribant a ser referit com el «arma del PP per desprestigiar a l'esquerra (des de Telemadrid)».

Posteriorment ha col·laborat amb OKDiario.

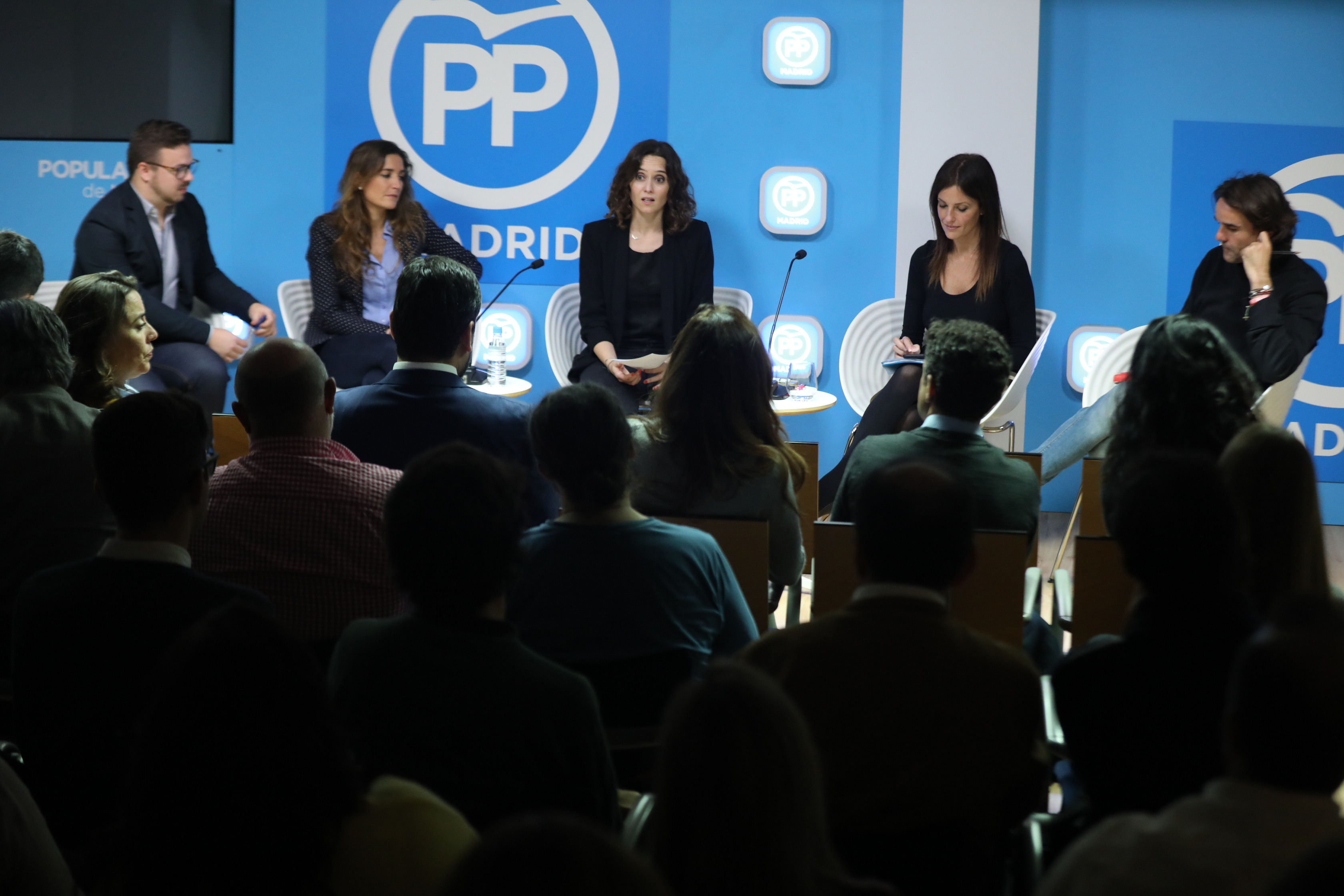
Cake al costat de Isabel Díaz Ayuso, Cristina Seguí, David Enguita i Raquel Sanz, durant l'aula de formació «Sala de piulades: Atac a les Xarxes».

En el seu perfil de LinkedIn afirma que l'apassiona comunicar i la denúncia social.
El 2018 va ser agredit amb un cop de puny mentre retransmetria des del Consell de Ministres de Barcelona fet el 21 de desembre.
El 19 d'octubre de 2019 va ser detingut per la Guardia Civil a l'intentar ocupar la Basílica del Valle de Los Caídos després de trencar amb tenalles el cadenat que en tancava les portes.